# تل گورستان آبشور
تل قبرستان آبشور مربوط به دوران‌های تاریخی پس از اسلام است و در شهرستان خرامه ، بخش مرکزی ، روستای آبشور واقع شده و این اثر در تاریخ ۸ مرداد ۱۳۸۱ با شمارهٔ ثبت ۶۰۲۳ به‌عنوان یکی از آثار ملی ایران به ثبت رسیده است.